# Oxalis aurea
Oxalis aurea är en harsyreväxtart som beskrevs av Schlechter. Oxalis aurea ingår i släktet oxalisar, och familjen harsyreväxter. Inga underarter finns listade i Catalogue of Life.